# Aconitum proliferum
Aconitum proliferum är en ranunkelväxtart som beskrevs av Takenoshin Nakai. Aconitum proliferum ingår i släktet stormhattar, och familjen ranunkelväxter. Inga underarter finns listade i Catalogue of Life.